# Raszida Ahmad Muhammad Atijja
Rasheda Ahmed (arab. رشيده أحمد محمد عطيه ;ur. 29 grudnia 1984) – egipska zapaśniczka walcząca w stylu wolnym. Brązowa medalistka mistrzostw Afryki w 2004 roku.